# وایلی ۱۲۶۴۴۴
سیارک ۱۲۶۴۴۴ (به انگلیسی: 126444 Wylie، نامگذاری:2002CF16) صد و بیست و شش هزار و چهارصد و چهل و چهارمین سیارک کشف شده‌است که در ۷ فوریه ۲۰۰۲ کشف شد.